# La Robine-sur-Galabre
La Robine-sur-Galabre est une commune française située dans le département des Alpes-de-Haute-Provence, en région Provence-Alpes-Côte d'Azur.
Le nom de ses habitants est Robinois

## Géographie

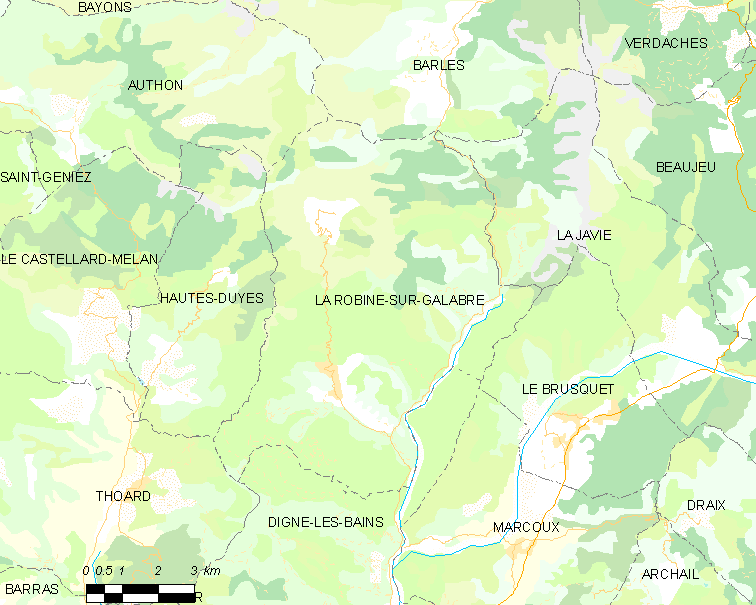
La Robine-sur-Galabre et les communes voisines (Cliquez sur la carte pour accéder à une grande carte avec la légende).

La commune est traversée par le Galabre, affluent droit du Bès, lui-même affluent droit de la Bléone.

### Relief
Le village est situé à 750 m d'altitude.
Le point culminant est la Grande Cloche de Barles (1 887 m).

### Hydrographie
La commune est traversée par le Bès, qui forme une partie de la limite avec la commune de Digne-les-Bains.
Elle est également traversée par Le Galabre, un affluent du Bes en rive droite, d'une longueur d'environ 15 km et qui prend sa source sur les pentes de la Cloche de Barles à 1887 m d'altitude.
Son bassin versant est d'environ 35 km².

### Environnement
La commune compte 800 ha de bois et forêts.

### Transports
La commune est desservie par la départementale RD 900A, ancienne route nationale 100A. La RD 103 s’embranche sur celle-ci et remonte la vallée du Galabre jusqu’à La Robine. Elle poursuit jusqu’au fond de la vallée, et atteint Ainac. Elle est prolongée par la RD 453 jusqu’au village de Lambert.

### Toponymie
Le nom du village, tel qu’il apparaît la première fois en 1309 (pro parte castrorum Robine), fait l’objet de différentes interprétations :
- selon Charles Rostaing, il vient du provençal Roubina, désignant une montagne schisteuse[4] ;
- Ernest Nègre propose deux hypothèses, tirées de l’occitan roubino : si on reste au premier degré, on a ravine ; si on prend le deuxième sens, le nom du village signifie canal de dérivation[5].

Le nom de Galabre viendrait d'un ancien *Galauara, basé sur la racine hydronymique pré-celtique gal- complétée du double suffixe locatif -au-ar. Des formations similaires se retrouvent dans les noms de la Galèbre (Beaujeu) ou de la Galaure.[réf. nécessaire] Ernest Nègre propose quant à lui une étymologie basé sur un double hydronyme (nom de rivière), tous deux celtiques, *gal et avara.
Ainac signifie, selon le couple Fénié, le domaine d’Ainus, nom gaulois latinisé, suivi du suffixe -acos.
Quant à Tanaron, le toponyme est probablement antérieur aux Gaulois et se forme sur la racine préceltique *Tan- à valeur oronymique (servant à caractériser le relief).

### Hameaux
- Ainac
- Lambert
- Tanaron

Quartier
le clouet
le forest
les lauzes du villard
Les amandiers

### Risques naturels et technologiques
Aucune commune du département n’est en zone de risque sismique nul. Le canton de Digne-les-Bains-Est, auquel appartient La Robine-sur-Galabre, est en zone de risque 1b (sismicité faible) selon la classification déterministe de 1991, basée sur les séismes historiques, et en zone 4 (risque moyen) selon la classification probabiliste EC8 de 2011. La commune de La Robine-sur-Galabre est également exposée à trois autres risques naturels :
- feu de forêt,
- inondation (dans les vallées de la Bléone et de la Galabre),
- mouvement de terrain : quelques versants de la commune sont concernés par un aléa moyen à fort[12].

La commune de La Robine-sur-Galabre n’est exposée à aucun des risques d’origine technologique recensés par la préfecture. Aucun plan de prévention des risques naturels prévisibles (PPR) n’existe pour la commune et le Dicrim n’existe pas.

### Climat
Pour des articles plus généraux, voir Climat de Provence-Alpes-Côte d'Azur et Climat des Alpes-de-Haute-Provence.
En 2010, le climat de la commune est de type climat méditerranéen altéré, selon une étude du Centre national de la recherche scientifique s'appuyant sur une série de données couvrant la période 1971-2000. En 2020, Météo-France publie une typologie des climats de la France métropolitaine dans laquelle la commune est exposée à un climat de montagne ou de marges de montagne et est dans la région climatique Alpes du sud, caractérisée par une pluviométrie annuelle de 850 à 1 000 mm, minimale en été.
Pour la période 1971-2000, la température annuelle moyenne est de 10,7 °C, avec une amplitude thermique annuelle de 17,4 °C. Le cumul annuel moyen de précipitations est de 864 mm, avec 7 jours de précipitations en janvier et 5,1 jours en juillet. Pour la période 1991-2020, la température moyenne annuelle observée sur la station météorologique de Météo-France la plus proche, « Digne les Bains », sur la commune de Digne-les-Bains à 9 km à vol d'oiseau, est de 12,2 °C et le cumul annuel moyen de précipitations est de 681,2 mm. 
La température maximale relevée sur cette station est de 42,1 °C, atteinte le 28 juin 2019 ; la température minimale est de −17,8 °C, atteinte le 4 février 2012,,.
Les paramètres climatiques de la commune ont été estimés pour le milieu du siècle (2041-2070) selon différents scénarios d'émission de gaz à effet de serre à partir des nouvelles projections climatiques de référence DRIAS-2020. Ils sont consultables sur un site dédié publié par Météo-France en novembre 2022.

## Urbanisme

### Typologie
Au 1er janvier 2024, La Robine-sur-Galabre est catégorisée commune rurale à habitat dispersé, selon la nouvelle grille communale de densité à 7 niveaux définie par l'Insee en 2022.
Elle est située hors unité urbaine. Par ailleurs la commune fait partie de l'aire d'attraction de Digne-les-Bains, dont elle est une commune de la couronne,. Cette aire, qui regroupe 34 communes, est catégorisée dans les aires de moins de 50 000 habitants,.

### Occupation des sols
L'occupation des sols de la commune, telle qu'elle ressort de la base de données européenne d’occupation biophysique des sols Corine Land Cover (CLC), est marquée par l'importance des forêts et milieux semi-naturels (95 % en 2018), en diminution par rapport à 1990 (97 %). La répartition détaillée en 2018 est la suivante :
forêts (46,6 %), milieux à végétation arbustive et/ou herbacée (38,6 %), espaces ouverts, sans ou avec peu de végétation (9,9 %), prairies (2,9 %), zones agricoles hétérogènes (1,5 %), zones urbanisées (0,6 %).
L'évolution de l’occupation des sols de la commune et de ses infrastructures peut être observée sur les différentes représentations cartographiques du territoire : la carte de Cassini (XVIIIe siècle), la carte d'état-major (1820-1866) et les cartes ou photos aériennes de l'IGN pour la période actuelle (1950 à aujourd'hui).

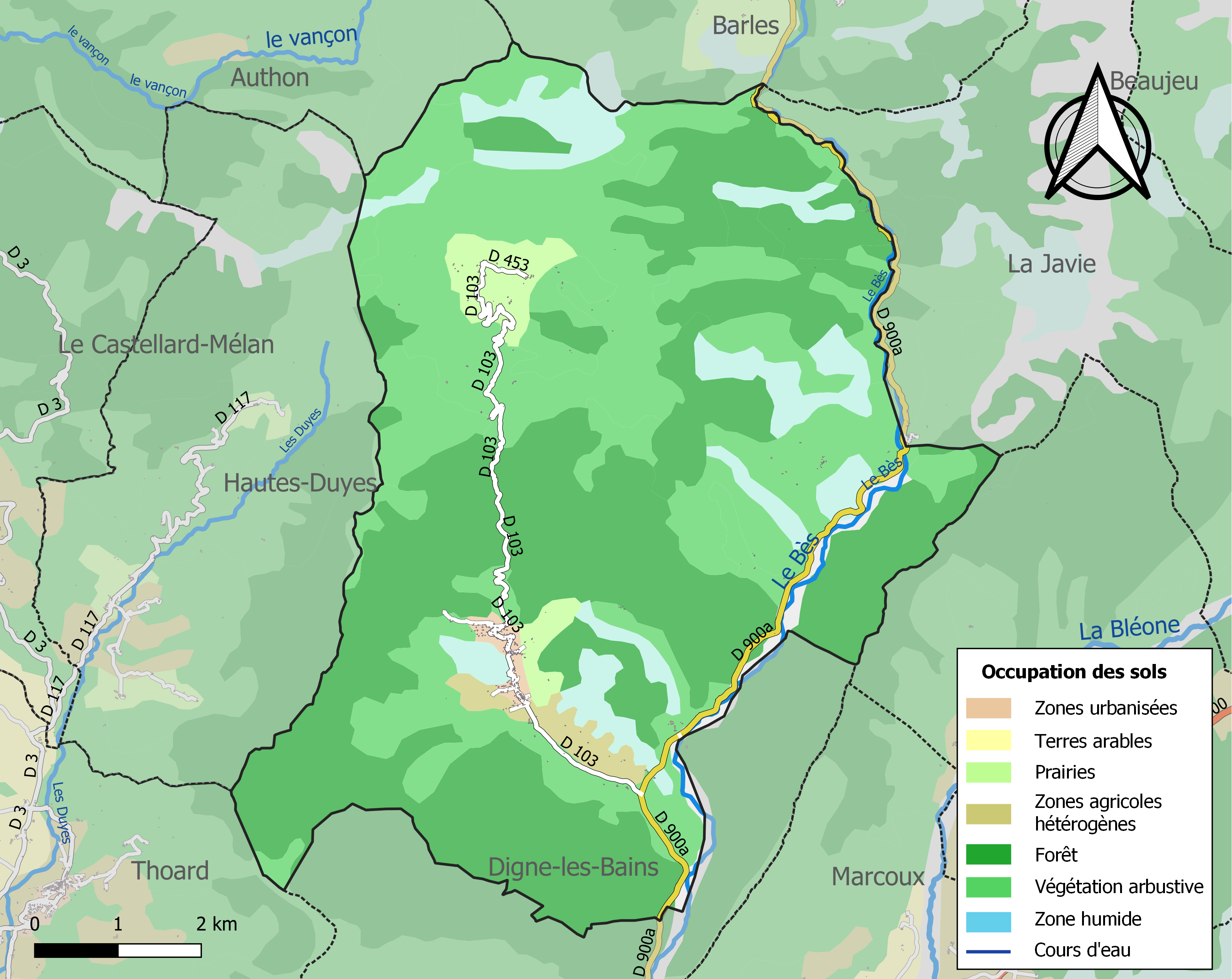
Carte de l'occupation des sols de la commune en 2018 (CLC).

## Histoire

### Antiquité
Dans l’Antiquité, les Bodiontiques (Bodiontici) peuplaient la vallée de la Bléone et celles de ses affluents, et étaient donc le peuple gaulois qui vivait dans l’actuelle commune de La Robine-sur-Galabre. Les Bodiontiques, qui sont vaincus par Auguste en même temps que les autres peuples présents sur le Trophée des Alpes (avant 14 av. J.-C.), sont rattachés à la province des Alpes-Maritimes lors de sa création.

### Moyen Âge
La localité de la Robine est citée au XIIIe siècle ; elle doit son nom au sol fait d'un schiste tendre se délitant progressivement ("Roubina" en provençal). Auparavant, le lieu-dit le Bouisset est cité en 813-814 (in Buxeto). La communauté de la Robine comptait 19 feux en 1315, et 168 habitants en 1765.
La seigneurie était aux Barras (XIVe/XVIIe), puis à partir du XVIIIe siècle aux Thoron.
Ainac est citée au XIIIe siècle (Ainacum) : elle se caractérise par un habitat dispersé, la seigneurie appartenait aux Barras, aux Amalric, puis aux Thomassin.
Lambert est citée au XIIIe siècle (Lambertum) : Lambert et Ainac formaient une seule paroisse, la seigneurie des Amalric. La communauté comptait 16 feux en 1315, et inhabitée en 1471. En 1765, elle avait 119 habitants.
Tanaron est cité dans les chartes aux alentours de 1200 ; les évêques de Digne en étaient les seigneurs (avec le hameau de Rocherousse) et y avaient un château. En 1315, la communauté comptait 40 feux, chiffre qui chute à 14 en 1471. La population s’établit à 230 en 1765.

### Révolution française
Durant la Révolution, les communes de Tanaron, La Robine et Ainac comptent chacune une société patriotique, créées après la fin de 1792, ainsi que celle de Lambert, malgré sa petite taille (environ 80 hab. en 1790)>.

### Époque contemporaine
En 1878, une école à classe unique est construite à Pudoyer, village éloigné du chef-lieu de la commune de Tanaron, malgré l'opposition des habitants de Tanaron, qui ne souhaitent pas de concurrence à leur école. Quinze élèves la fréquentent ; mais l'exode rural entraîne sa fermeture dès 1897.
Les communes qui ont formé l’actuelle commune de La Robine-sur-Galabre restent enclavées très longtemps. Ce n’est qu’en 1874 que l’entreprise Trotabas commence les travaux du chemin d'intérêt commun no 7. Ce n’est qu’un chemin muletier, et les tunnels ont tout juste la largeur nécessaire à faire passer un mulet chargé d’un bât, mais il est plus facile à emprunter que les chemins passant dans les hauteurs. Si une passerelle est jetée sur le Bès entre Tanaron et Esclangon, la plupart des ravins, ruisseaux et torrents doivent encore être franchis à gué. De plus, la passerelle est emportée par une crue du Bès en 1890. Le projet de construction de la route nationale 100a, voté en 1881 et réalisé pendant les trois décennies suivantes, est accueilli avec enthousiasme par les habitants : le maire d’Ainac écrit ainsi que « la circulation c’est la civilisation » bien que la route passe à 12 km du village.
Jusqu’au milieu du XXe siècle, la vigne était cultivée dans la commune, uniquement pour l’autoconsommation. Cette culture a depuis été abandonnée.
La commune est constituée par la fusion en 1973 des communes d’Ainac, de Lambert, de La Robine et de Tanaron.

## Héraldique
| Blason de Robine-sur-Galabre (La) | Blason  | Fascé d'or et d'azur de six pièces à un écureuil rampant de sable brochant sur le tout. |
| Blason de Robine-sur-Galabre (La) | Détails | Le statut officiel du blason reste à déterminer.                                        |

## Politique et administration

### Municipalité
| Période    | Période                       | Identité           | Étiquette | Qualité         |
| ---------- | ----------------------------- | ------------------ | --------- | --------------- |
| mai 1945   |                               | Oscar Magaud       |           |                 |
|            |                               |                    |           |                 |
| mars 2001  | 2014                          | Jean-Marie Reymond |           |                 |
| avril 2014 | En cours (au 21 octobre 2014) | Bruno Acciaï       | la rem    | Cadre supérieur |

### Intercommunalité
La Robine-sur-Galabre fait partie :
- de 2002 à 2013, de la communauté de communes des Trois Vallées ;
- de 2013 à 2017, de la communauté de communes Asse Bléone Verdon ;
- à partir du 1er janvier 2017, de la communauté d'agglomération Provence-Alpes.

## Démographie

### La Robine
L'évolution du nombre d'habitants est connue à travers les recensements de la population effectués dans la commune depuis 1765. Pour les communes de moins de 10 000 habitants, une enquête de recensement portant sur toute la population est réalisée tous les cinq ans, les populations de référence des années intermédiaires étant quant à elles estimées par interpolation ou extrapolation. Pour la commune, le premier recensement exhaustif entrant dans le cadre du nouveau dispositif a été réalisé en 2008.

En 2022, la commune comptait 292 habitants, en évolution de −4,58 % par rapport à 2016 (Alpes-de-Haute-Provence : +2,84 %, France hors Mayotte : +2,11 %).
| 1765 | 1793 | 1806 | 1821 | 1831 | 1836 | 1841 | 1846 | 1851 |
| ---- | ---- | ---- | ---- | ---- | ---- | ---- | ---- | ---- |
| 168  | 123  | 94   | 126  | 175  | 159  | 173  | 186  | 189  |

| 1856 | 1861 | 1866 | 1872 | 1876 | 1881 | 1886 | 1891 | 1896 |
| ---- | ---- | ---- | ---- | ---- | ---- | ---- | ---- | ---- |
| 157  | 146  | 148  | 153  | 145  | 128  | 131  | 130  | 162  |

| 1901 | 1906 | 1911 | 1921 | 1926 | 1931 | 1936 | 1946 | 1954 |
| ---- | ---- | ---- | ---- | ---- | ---- | ---- | ---- | ---- |
| 126  | 122  | 124  | 105  | 96   | 91   | 80   | 81   | 83   |

| 1962 | 1968 | 1975 | 1982 | 1990 | 1999 | 2006 | 2008 | 2013 |
| ---- | ---- | ---- | ---- | ---- | ---- | ---- | ---- | ---- |
| 48   | 57   | 74   | 146  | 228  | 257  | 309  | 324  | 306  |

| 2018 | 2022 | - | - | - | - | - | - | - |
| ---- | ---- | - | - | - | - | - | - | - |
| 293  | 292  | - | - | - | - | - | - | - |

L'histoire démographique de La Robine est marquée par une période d'« étale » où la population reste relativement stable à un niveau élevé. Cette période dure de 1831 à 1851. L'exode rural provoque ensuite un mouvement de recul démographique lent, mais de longue durée. Ce n'est que dans les années 1930 que la commune enregistre la perte de la moitié de sa population par rapport au maximum historique de 1851. Le mouvement de baisse se poursuit jusqu'à la fin des années 1960. En 1973, la création de la commune de La Robine-sur-Galabre par fusion de quatre autres constitue un ensemble plus important, démographiquement parlant, qui a cru fortement depuis.

### Ainac
| 1793 | 1800   | 1806 | 1821 | 1831 | 1836 | 1841 | 1846 | 1851 | 1856 |
| ---- | ------ | ---- | ---- | ---- | ---- | ---- | ---- | ---- | ---- |
| 106  | lacune | 103  | 112  | 104  | 108  | 122  | 121  | 125  | 133  |

| 1861 | 1866 | 1872 | 1876 | 1881 | 1886 | 1891 | 1896 | 1901 | 1906 |
| ---- | ---- | ---- | ---- | ---- | ---- | ---- | ---- | ---- | ---- |
| 136  | 115  | 110  | 104  | 99   | 88   | 75   | 84   | 79   | 58   |

| 1911 | 1921 | 1926 | 1931 | 1936 | 1946 | 1954 | 1962 | 1968 | - |
| ---- | ---- | ---- | ---- | ---- | ---- | ---- | ---- | ---- | - |
| 55   | 35   | 35   | 31   | 29   | 16   | 13   | 11   | 13   | - |

Ainac connaît est marquée par une période d'« étale » où la population reste relativement stable à un niveau élevé. Cette période dure des années 1810 à 1866. L'exode rural provoque ensuite un mouvement de recul démographique de longue durée. Dès 1906, la commune a perdu plus de la moitié de sa population par rapport au maximum historique de 1861. Le mouvement de baisse se poursuit jusque dans les années 1960 et la fusion.

### Lambert
| 1315    | 1471     | 1765 | 1793 | 1800   | 1806 | 1821 | 1831 |
| ------- | -------- | ---- | ---- | ------ | ---- | ---- | ---- |
| 16 feux | inhabité | 119  | 113  | lacune | 122  | 103  | 128  |

| 1836 | 1841 | 1846 | 1851 | 1856 | 1861 | 1866 | 1872 |
| ---- | ---- | ---- | ---- | ---- | ---- | ---- | ---- |
| 115  | 126  | 160  | 106  | 91   | 70   | 84   | 82   |

| 1876 | 1881 | 1886 | 1891 | 1896 | 1901 | 1906 | 1911 |
| ---- | ---- | ---- | ---- | ---- | ---- | ---- | ---- |
| 92   | 93   | 86   | 70   | 85   | 75   | 62   | 56   |

| 1921 | 1926 | 1931 | 1936 | 1946 | 1954 | 1962 | 1968 |
| ---- | ---- | ---- | ---- | ---- | ---- | ---- | ---- |
| 49   | 40   | 39   | 34   | 33   | 26   | 21   | 11   |

L'histoire démographique de Lambert est marquée par la saignée des XIVe et XVe siècles due à la peste noire et à la guerre de Cent Ans, crise qui détruit complètement la communauté.
Lambert est la seule des quatre communes à ne pas connaître une période d'« étale » où la population serait restée stable. Dès le maximum démographique atteint en 1846, l'exode rural s'amorce de longue durée. En 1901, la commune a définitivement perdu plus de la moitié de sa population. Le mouvement de baisse ne s'interrompt définitivement que dans les années 1960. Depuis, la population a crû légèrement.

### Tanaron
| 1315    | 1471 | 1765 | 1793 | 1800 | 1806 | 1821 | 1831 |
| ------- | ---- | ---- | ---- | ---- | ---- | ---- | ---- |
| 40 feux | 14   | 230  | 234  | 199  | 225  | 222  | 241  |

| 1836 | 1841 | 1846 | 1851 | 1856 | 1861 | 1866 | 1872 |
| ---- | ---- | ---- | ---- | ---- | ---- | ---- | ---- |
| 245  | 266  | 257  | 219  | 205  | 201  | 168  | 158  |

| 1876 | 1881 | 1886 | 1891 | 1896 | 1901 | 1906 | 1911 |
| ---- | ---- | ---- | ---- | ---- | ---- | ---- | ---- |
| 152  | 153  | 148  | 149  | 140  | 121  | 127  | 158  |

| 1921 | 1926 | 1931 | 1936 | 1946 | 1954 | 1962 | 1968 |
| ---- | ---- | ---- | ---- | ---- | ---- | ---- | ---- |
| 60   | 70   | 52   | 52   | 26   | 16   | 7    | 0    |

L'histoire démographique de Tanaron est marquée par la crise des XIVe et XVe siècles due à la peste noire et à la guerre de Cent Ans.
Tanaron connaît son apogée démographique de 1831 à 1846, puis est touchée par l'exode rural. C'est en 1901 que la commune enregistre la perte de la moitié de sa population par rapport au maximum historique de 1841. La baisse de population se poursuit, jusqu'à l'abandon complet dans les années 1960.

## Lieux et monuments
L’église Saint-Pons, au lieu-dit la Paroisse, est construite au XIIe siècle, et succède au XIIIe à l'ancienne église Saint-Vincent. Elle abrite une grande reproduction du tableau de Nicolas Poussin Le Ravissement de saint Paul, gravure plus petite que l’original (90 cm de haut sur 73 contre 148 sur 120 pour l’original).
Le grand bâtiment proche de la Robine est un logis seigneurial, construit avant 1750, et appelé localement « château ». Il est construit sur une terrasse rectangulaire, avec un pigeonnier à chaque angle. Une de ses fenêtres possède encore un meneau.
À la Robine, la chapelle Saint-Pons, au cimetière, est construite dans un style archaïque campagnard au XVIIe siècle. Elle comporte une nef à deux travées voûtées sous croisées d’ogives. Le chœur est à chevet plat. Les cloches sont logées dans un clocher-mur. Sa restauration dans les années 2000 par l’association Alpes de Lumière a valu à la commune le 1er prix du ministère de la Culture et de la communication en 2009.
À Tanaron, la chapelle Saint-Jean est construite sur une crête aiguë au-dessus de la clue de Barles, assez difficile d’accès. Elle est en cours de restauration selon les méthodes de construction traditionnelles. À proximité, se trouvent des vestiges d’une tour de guet. Le village ancien a presque complètement disparu. La cloche de la chapelle de Pudoyer date de 1603 (actuellement conservée à Digne).
À Lambert, l’église possède deux ciboires d’argent signés et datant du XVIIe siècle, classés monuments historiques au titre objet.
L’église d’Ainac abrite un tableau de la Sainte Famille, avec saint Jean le Baptiste qui tire la robe de la Vierge Marie.
Parmi les curiosités naturelles, on notera la lame de Facibelle, le Rocher Gassendi et la Clue de Barles, où l'on peut rencontrer la sentinelle, une œuvre Land Art d'Andy Goldsworthy.